# Теллер, Генри Мур
Генри Мур Теллер (англ. Henry Moore Teller; 23 мая 1830, Грейнджер, округ Аллегейни, штат Нью-Йорк — 23 февраля 1914, Денвер, штат Колорадо) — американский политический деятель. Он представлял штат Колорадо в Сенате США в 1876—1882 и 1885—1909 годах. 

## Биография
Генри Мур Теллер родился в большой методистской семье на ферме в Грейнджере, штат Нью-Йорк в 1830 году. Он стал юристом в 1858 году. Теллер переехал в 1858 году в штат Иллинойс и в 1861 году на территорию Колорадо.
Колорадо в 1876 году стал 38-м штатом Америки. Генри Теллер и Джером Чаффи были избраны первыми двумя сенаторами от штата Колорадо. Он ушёл в отставку в 1882 году, чтобы занять пост министра внутренних дел США. Правительство США в это время по инициативе Теллера выступало за резкое ограничение проведения индейцами народных религиозных обрядов. В то же время Генри Теллер был одним из оппозиционеров акта Дэвиса, который вынуждал индейцев отдавать свои земли. Его преемником в 1885 году в качестве министра стал Люсиус Ламар. Теллер сменил в сенате США Натаниэля Хилла.
Сенатор Теллер вышел из Республиканской партии в 1897 году и стал лидером Серебряной Республиканской партии. В 1901 году он перешёл в демократическую партию. Теллера в 1909 году в сенате сменил сенатор Чарльз Хьюз Младший.
Теллер умер в 1914 году, и был похоронен на кладбище Фермонта в Денвере.

## Память
Округ Теллер назван в его честь.